# 福島正憲
福島 正憲（ふくしま まさのり）は、日本の弁理士。工学博士（神戸大学）。福島国際特許事務所副所長。八青会2020会長。

## 経歴
神戸大学大学院自然科学研究科博士課程修了、工学博士。2005年松下電器産業（現：パナソニック）半導体デバイス研究センターにて研究開発に従事。
2008年福島国際特許事務所入所。大阪工業大学知的財産専門職大学院知的財産専攻修了、知的財産修士（専門職）（2017年弁理士試験合格）。2018年弁理士登録。
2020年八青会会長。現在、福島国際特許事務所副所長。岡山大学研究推進機構知的財産本部知的財産プロデューサー（特任）、株式会社サイエンス技術顧問も務める。
主な専門は、知的財産（特許/意匠/商標登録出願など）・技術顧問業務（特に化学/材料工学、半導体/機械工学分野）、知財戦略（アイデア・発明の権利化、ブランド価値・経営戦略アドバイス）、海外出願業務（欧米・中南米・アジア・中東・アフリカなど）。主な所属団体は、日本弁理士会、アジア弁理士協会(APAA)。